# Fernando Sancho
Fernando Sancho Les (Saragozza, 7 gennaio 1916 – Madrid, 31 luglio 1990) è stato un attore spagnolo.

## Biografia
Esordì sul grande schermo in piccole parti di sfondo a metà degli anni quaranta, imponendosi come buon caratterista comico. Molto conosciuto in Spagna (apparve in oltre duecento pellicole), in alcune occasioni lavorò per produzioni europee che lo impiegarono in ruoli minori. Interpretò Aristide in Susanna tutta panna (1957) di Steno, un sergente turco nell'avventuroso Lawrence d'Arabia (1962) di David Lean, lo sceicco Alì el Buzur in Totò d'Arabia (1964) di José Antonio de la Loma, e l'ambiguo Ortiz nell'horror La cavalcata dei resuscitati ciechi (1973) di Amando de Ossorio.
Interpretò diverse volte la parte del capo bandito messicano in parodie dei western all'italiana; in quelle occasioni era solitamente doppiato da Luigi Pavese e da Carlo Romano. Recitò spesso negli spaghetti western girati in Spagna da registi italiani, tra i quali Una pistola per Ringo (1965) e Il ritorno di Ringo (1965), entrambi diretti da Duccio Tessari, Arizona Colt (1966) di Michele Lupo, Minnesota Clay (1964) di Sergio Corbucci, e ...se incontri Sartana prega per la tua morte (1968) di Gianfranco Parolini.
Affetto da un tumore del pancreas, nel luglio 1990 all'Hospital Central de la Defensa Gómez Ulla di Madrid si sottopose a un intervento chirurgico di resezione. Insorse poi una insufficienza epatica che lo stroncò una settimana dopo, a 74 anni, martedì 31 luglio 1990.

## Filmografia parziale
- Quando gli angeli dormono (Cuando los ángeles duermen), regia di Ricardo Gascón (1947)
- La guerra di Dio (La guerra de Dios), regia di Rafael Gil (1953)
- Beta 7 servizio politico (Murió hace quince años), regia di Rafael Gil (1954)
- Femmine tre volte, regia di Steno (1957)
- Gli zitelloni, regia di Giorgio Bianchi (1958)
- La ragazza di piazza San Pietro, regia di Piero Costa (1958)
- Io, mammeta e tu, regia di Carlo Ludovico Bragaglia (1958)
- Il piccolo colonnello (El pequeño coronel), regia di Antonio del Amo (1960)
- Goliath contro i giganti, regia di Guido Malatesta (1961)
- Madame Sans-Gêne, regia di Christian-Jaque (1961)
- Lawrence d'Arabia (Lawrence of Arabia), regia di David Lean (1962)
- I tromboni di Fra' Diavolo, regia di Giorgio Simonelli (1962)
- Il figlio del capitan Blood, regia di Tulio Demicheli (1962)
- I tre implacabili (Tres hombres buenos), regia di Joaquín Luis Romero Marchent (1963)
- Il segno del Coyote (El vengador de California), regia di Mario Caiano (1963)
- 55 giorni a Pechino (55 Days at Peking), regia di Nicholas Ray (1963)
- I tre spietati (El sabor de la venganza), regia di Joaquín Luis Romero Marchent (1964)
- Totò d'Arabia, regia di José Antonio de la Loma (1964)
- Due mafiosi nel Far West, regia di Giorgio Simonelli (1964)
- I sette del Texas (Antes llega la muerte), regia di Joaquín Luis Romero Marchent (1964)
- Minnesota Clay, regia di Sergio Corbucci (1965)
- Una pistola per Ringo, regia di Duccio Tessari (1965)
- Il ritorno di Ringo, regia di Duccio Tessari (1965)
- 100.000 dollari per Ringo, regia di Alberto De Martino (1965)
- I due toreri, regia di Giorgio Simonelli (1965)
- Agente 3S3 - Passaporto per l'inferno, regia di Sergio Sollima (1965)
- 5.000 dollari sull'asso (Los pistoleros de Arizona), regia di Alfonso Balcázar (1965)
- L'uomo dalla pistola d'oro, regia di Alfonso Balcázar (1965)
- Agente 077 dall'Oriente con furore, regia di Sergio Grieco (1965)
- L'uomo che viene da Canyon City, regia di Alfonso Balcázar (1965)
- Arizona Colt, regia di Michele Lupo (1966)
- I due sergenti del generale Custer, regia di Giorgio Simonelli (1966)
- 7 dollari sul rosso, regia di Alberto Cardone (1966)
- Per il gusto di uccidere, regia di Tonino Valerii (1966)
- 7 pistole per i MacGregor, regia di Franco Giraldi (1966)
- Django spara per primo, regia di Alberto De Martino (1966)
- 7 magnifiche pistole, regia di Romolo Guerrieri (1966)
- Gringo, getta il fucile!, regia di Joaquín Luis Romero Marchent (1966)
- Delitto quasi perfetto, regia di Mario Camerini (1966)
- Dinamite Jim, regia di Alfonso Balcázar (1966)
- La resa dei conti, regia di Sergio Sollima (1966)
- Un uomo e una colt, regia di Tulio Demicheli (1966)
- Agente 3S3 - Massacro al sole, regia di Sergio Sollima (1966)
- Surcouf, l'eroe dei sette mari, regia di Sergio Bergonzelli e Roy Rowland (1966)
- Il vostro superagente Flit, regia di Mariano Laurenti (1966)
- 10.000 dollari per un massacro, regia di Romolo Guerrieri (1967)
- Voltati... ti uccido!, regia di Alfonso Brescia (1967)
- Odio per odio, regia di Domenico Paolella (1967)
- Little Rita nel West, regia di Ferdinando Baldi (1967)
- Killer Kid, regia di Leopoldo Savona (1967)
- Per 100.000 dollari t'ammazzo, regia di Giovanni Fago (1967)
- Sangue chiama sangue, regia di Luigi Capuano (1967)
- Clint il solitario (Clint el solitario), regia di Alfonso Balcázar (1967)
- Wanted Johnny Texas, regia di Emimmo Salvi (1967)
- Come rubare un quintale di diamanti in Russia, regia di Guido Malatesta (1967)
- La lunga notte di Tombstone (Cronica de un Atraco), regia di Jaime Jesus Balcázar (1968)
- Ciccio perdona... Io no!, regia di Marcello Ciorciolini (1968)
- Hypnos - Follia di massacro, regia di Paolo Bianchini (1968)
- Requiem per un gringo (Réquiem para el gringo), regia di José Luis Merino (1968)
- L'ira di Dio, regia di Alberto Cardone (1968)
- ...se incontri Sartana prega per la tua morte, regia di Gianfranco Parolini (1968)
- Tutto per tutto, regia di Umberto Lenzi (1968)
- Kidnapping! Paga o uccidiamo tuo figlio, regia di Alberto Cardone (1969)
- Franco, Ciccio e il pirata Barbanera, regia di Mario Amendola (1969)
- Zan, re della giungla (Tarzán en la gruta del oro), regia di Manuel Caño (1969)
- Simon Bolivar, regia di Alessandro Blasetti (1969)
- Nelle pieghe della carne, regia di Sergio Bergonzelli (1970)
- Sei già cadavere amigo... ti cerca Garringo (Abre tu fosa, amigo... llega Sábata), regia di Juan Bosch (1971)
- Sei una carogna... e t'ammazzo!, regia di Manuel Esteba (1972)
- Attento gringo... è tornato Sabata! (Judas... ¡toma tus monedas!), regia di Alfonso Balcázar e Pedro Luis Ramírez (1972)
- I corvi ti scaveranno la fossa (Los buitres cavarán tu fosa), regia di Juan Bosch (1972)
- Lo credevano uno stinco di santo (La caza del oro), regia di Juan Bosch (1972)
- Il mio nome è Scopone e faccio sempre cappotto (Dallas), regia di Juan Bosch (1972)
- La cavalcata dei resuscitati ciechi (El ataque de los muertos sin ojos), regia di Amando de Ossorio (1973)
- Storia di karatè, pugni e fagioli, regia di Tonino Ricci (1973)
- Il figlio di Zorro, regia di Frank G. Carroll (1973)
- ...e così divennero i 3 supermen del West, regia di Italo Martinenghi (1974)
- L'eretica (La Endemoniada), regia di Amando de Ossorio (1975)
- Memoria, regia di Francisco Macián (1976)
- Cambio di sesso (Cambio de sexo), regia di Vicente Aranda (1977)
- Quel pomeriggio maledetto, regia di Mario Siciliano (1977) (non accreditato)
- I presunti (Los presuntos), regia di Mariano Ozores hijo (1986)
- La luna negra, regia di Imanol Uribe (1989)

## Doppiatori italiani
- Luigi Pavese in Io, mammeta e tu, Totò d'Arabia, Due mafiosi nel Far West, Minnesota Clay, I due toreri, 5000 dollari sull'asso, L'uomo dalla pistola d'oro, Agente 077 dall'Oriente con furore, L'uomo che viene da Canyon City, Arizona Colt, I due sergenti del generale Custer, 7 dollari sul rosso, 7 pistole per i MacGregor, Gringo, getta il fucile!, Voltati... ti uccido!, Per 100.000 dollari ti ammazzo, 20.000 dollari sporchi di sangue
- Carlo Romano in I sette del Texas, 10.000 dollari per un massacro, Per il gusto di uccidere, Agente 3S3 - Massacro al sole, La resa dei conti, Un uomo e una colt, Little Rita nel West, Requiem per un gringo, Tutto per tutto, Sei già cadavere amigo...ti cerca Garringo, I corvi ti scaveranno la fossa, Lo credevano uno stinco di santo, Il mio nome è Scopone e faccio sempre cappotto, Storia di karatè, pugni e fagioli
- Giorgio Capecchi in Gli zitelloni, I tre implacabili, I tre spietati, Agente 3S3 - Passaporto per l'inferno
- Renato Turi in I tromboni di Frà Diavolo, L'ira di Dio, Franco, Ciccio e il pirata Barbanera, Simon Bolivar
- Roberto Bertea in Django spara per primo, 7 magnifiche pistole, Dinamite Jim, Hypnos - Follia di massacro
- Vittorio Sanipoli in Una pistola per Ringo, Killer Kid
- Bruno Persa in Odio per odio, La lunga notte di Tombstone
- Marcello Tusco in Il ritorno di Ringo
- Arturo Dominici in Wanted Johnny Texas
- Emilio Cigoli in Sangue chiama sangue
- Mario Bardella in Se incontri Sartana prega per la tua morte
- Elio Zamuto in Il figlio di Zorro
- Michele Malaspina in Quel pomeriggio maledetto